# Randy Napoleon
Randy Napoleon (1977) é um guitarrista  de jazz . Ele é um compositor, arranjador e intérprete. Ele é um professor de jazz na Michigan State University.

## Discografia
- Randy Napoleon: Soon
- Randy Napoleon: The Jukebox Crowd
- Randy Napoleon: Between Friends
- Randy Napoleon and Jared Gold: Enjoy the Moment
- Eric Comstock and Randy Napoleon: Bitter/Sweet
- Freddy Cole: My Mood is You
- Freddy Cole: He was the King
- Freddy Cole: Singing the Blues
- Freddy Cole: This and That
- Freddy Cole: Talk to Me
- Freddy Cole: The Dreamer in Me
- Freddy Cole Sings Mr. B
- Michael Bublé: Caught in The Act
- Michael Bublé: With Love
- Michael Bublé: Let It Snow
- Michael Bublé: A Taste of Bublé
- Melissa Morgan: Until I Met You
- The Clayton-Hamilton Jazz Orchestra: Live at MCG
- Josh Brown: Songbook Trio
- The Josh Brown Quartet: The Feeling of Jazz
- Jared Gold: Solids & Stripes
- Hilary Gardner: The Great City
- Keller/Richko: Swingin' the Praise
- Justin Ray: Justin Ray
- Justin Ray: Evil Man Blues
- Adam Rongo: Tell Your StoryH
- Etienne Charles: Creole Christmas
- Michael Dease, All These Hands, 2016